# Hornstedtia costata
Hornstedtia costata là một loài thực vật có hoa trong họ Gừng. Loài này được William Roxburgh mô tả khoa học đầu tiên năm 1820 dưới danh pháp Alpinia costata. Năm 1904, Karl Moritz Schumann chuyển nó sang chi Hornstedtia.